# AGF (società)
AGF è una compagnia francese di assicurazione del credito con sede a Parigi. La società holding è denominata Assurances Générales de France, ma la società in questione è denominata con la sigla AGF. Azionista di maggioranza dal 1998, la tedesca Allianz è entrata in possesso del 100% della società nel luglio 2007. AGF era quotata nel Paris Stock Exchange (oggi Euronext Paris) dal febbraio del 1976 e fu tolta dal listino in seguito all'incorporazione in Allianz.

## Sussidiarie di AGF
- Euler Hermes
- AGF Asset Management
- AGF Private Equity
- Banque AGF
- AGF Private Banking
- Mondial Assistance